# Immeuble moderne d'Auguste Bossu
L'immeuble moderne d'Auguste Bossu est un immeuble de Saint-Étienne dans le département de la Loire. Conçu par l'architecte Auguste Bossu, il est inscrit aux monuments historiques par arrêté du 28 mars 2003.